# Casey Calvary
Pour les articles homonymes, voir Calvary (homonymie).
Casey Calvary, né le 27 avril 1979, à Wurtzbourg, en Allemagne, est un ancien joueur de basket-ball américain. Il évolue aux postes d'ailier fort et de pivot.

## Sources
- Maxi-Basket
- Le journal de Saône-et-Loire